# 889 (szám)
A 889 (római számmal: DCCCLXXXIX) egy természetes szám, félprím, a 7 és a 127 szorzata.

## A szám a matematikában
A tízes számrendszerbeli 889-es a kettes számrendszerben 1101111001, a nyolcas számrendszerben 1571, a tizenhatos számrendszerben 379 alakban írható fel.
A 889 páratlan szám, összetett szám, azon belül félprím, kanonikus alakban a 71 · 1271 szorzattal, normálalakban a 8,89 · 102 szorzattal írható fel. Négy osztója van a természetes számok halmazán, ezek növekvő sorrendben: 1, 7, 127 és 889.
A 889 négyzete 790 321, köbe 702 595 369, négyzetgyöke 29,81610, köbgyöke 9,61540, reciproka 0,0011249. A 889 egység sugarú kör kerülete 5585,75174 egység, területe 2 482 866,648 területegység; a 889 egység sugarú gömb térfogata 2 943 024 599,6 térfogategység.